# 同色白点兰
同色白点兰（学名：Thrixspermum trichoglottis），为兰科白点兰属下的一个植物种。